# Чемпіонат світу з хокею із шайбою 1957
Чемпіонат світу з хокею із шайбою 1957 — 24-й чемпіонат світу з хокею із шайбою, який проходив в період з 24 лютого по 5 березня 1957 року.  
У рамках чемпіонату світу пройшов 35-й чемпіонат Європи.
Внаслідок придушення Радянською армією Угорського повстання в 1956 році, чемпіонат бойкотували збірні Канади, США, Норвегії, ФРН, Італії та Швейцарії.

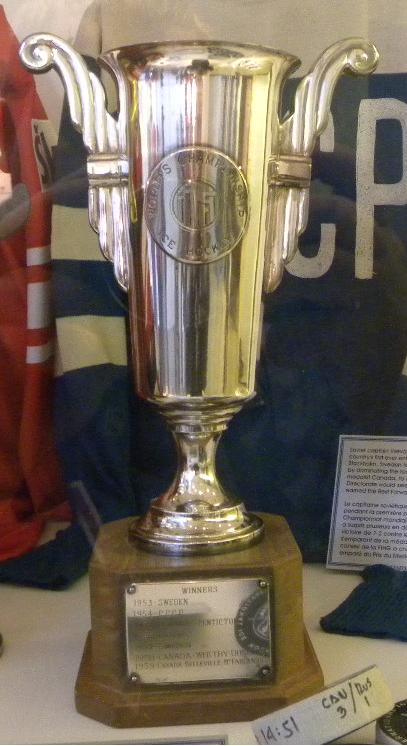
Трофей чемпіонів світу 1957 року

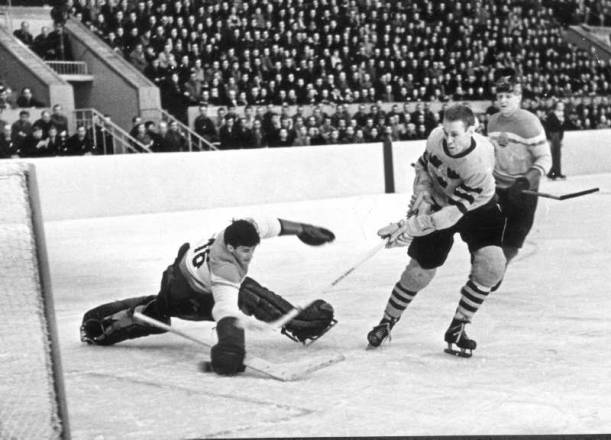
Свен Тумба-Юханссон в матчі проти збірної НДР, 24 лютого 1957

## Результати матчів та підсумкова таблиця
| М | Збірні         | 1    | 2    | 3    | 4    | 5    | 6    | 7    | 8    | Ш     | О  |
| - | -------------- | ---- | ---- | ---- | ---- | ---- | ---- | ---- | ---- | ----- | -- |
|   | Швеція         | •    | 4:4  | 2:0  | 9:3  | 11:1 | 8:3  | 10:0 | 18:0 | 62:11 | 13 |
|   | СРСР           | 4:4  | •    | 2:2  | 11:1 | 12:0 | 10:1 | 22:1 | 16:0 | 77:9  | 12 |
|   | Чехословаччина | 0:2  | 2:2  | •    | 3:0  | 15:1 | 12:0 | 9:0  | 25:1 | 66:9  | 11 |
| 4 | Фінляндія      | 3:9  | 1:11 | 0:3  | •    | 5:3  | 5:3  | 9:2  | 5:2  | 28:33 | 8  |
| 5 | НДР            | 1:11 | 0:12 | 1:15 | 3:5  | •    | 6:2  | 3:1  | 9:2  | 23:48 | 6  |
| 6 | Польща         | 3:8  | 1:10 | 3:12 | 3:5  | 2:6  | •    | 5:1  | 8:3  | 25:45 | 4  |
| 7 | Австрія        | 0:10 | 1:22 | 0:9  | 2:9  | 1:3  | 1:5  | •    | 3:3  | 8:61  | 1  |
| 8 | Японія         | 0:18 | 0:16 | 1:25 | 2:5  | 2:9  | 3:8  | 3:3  | •    | 11:84 | 1  |

## Призери чемпіонату Європи
|  | Швеція         |
|  | СРСР           |
|  | Чехословаччина |

## Найкращі гравці чемпіонату світу
Найкращими гравцями були обрані:
Воротар  Карел Страка
Захисник  Микола Сологубов
Нападник  Свен Тумба-Юханссон

## Результативні гравці
| Гравець       | Результат |
| ------------- | --------- |
| К. Локтєв     | 18 (11+7) |
| Н. Нільссон   | 16 (10+6) |
| Р. Петтерссон | 16 (9+7)  |
| В. Бобров     | 14 (13+1) |
| О. Гуришев    | 13 (8+5)  |

## Чемпіонат у філателії

Поштові марки СРСР, 1957 рік
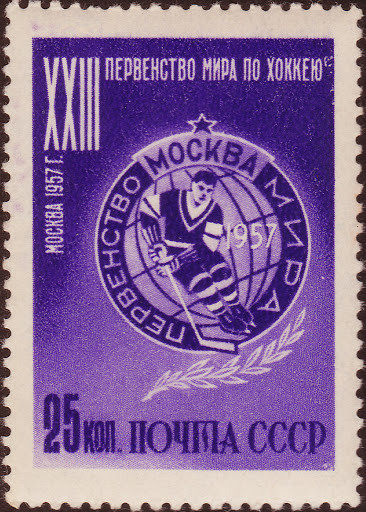
Номінал 25 коп.
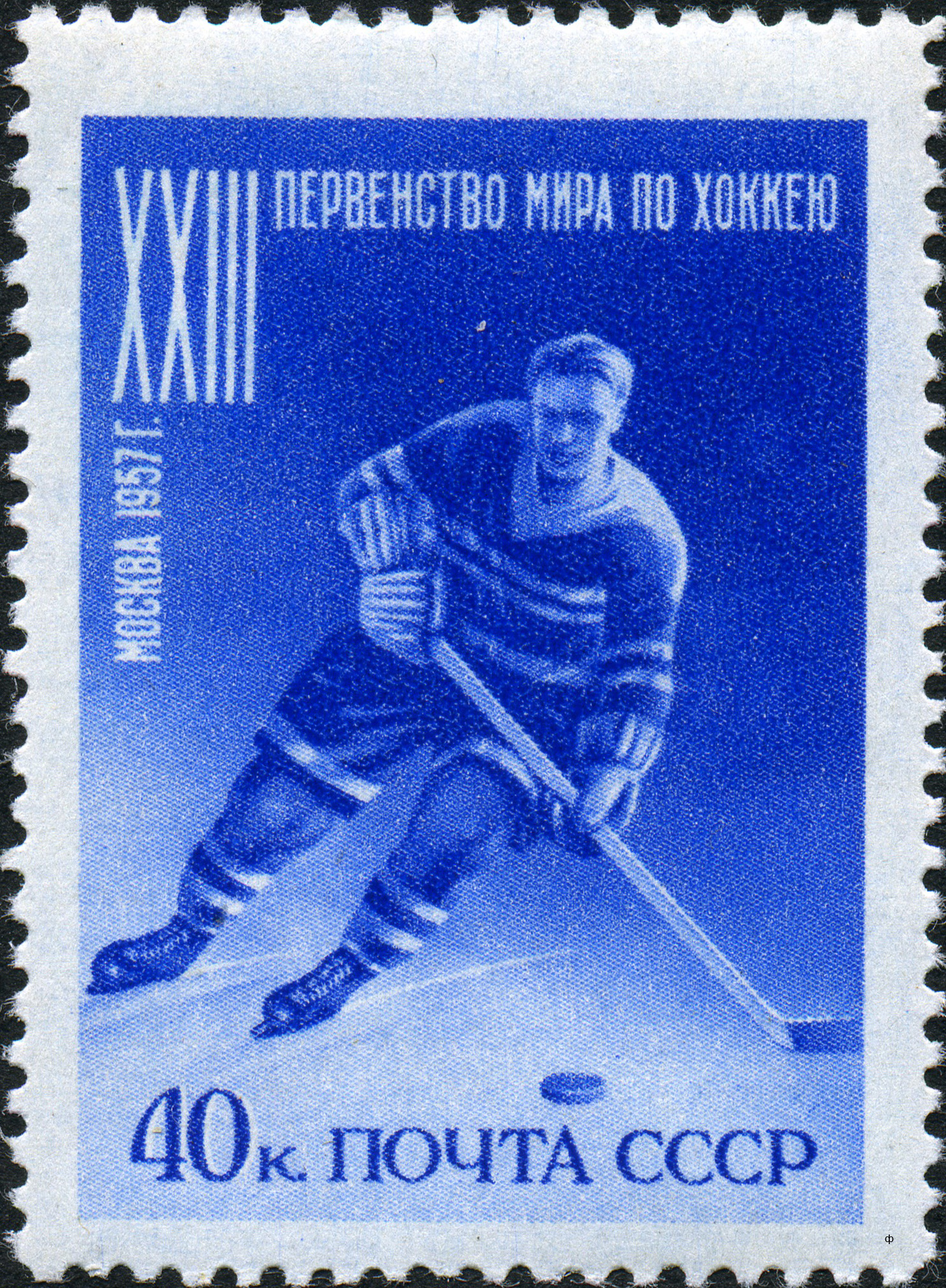
Номінал 40 коп.
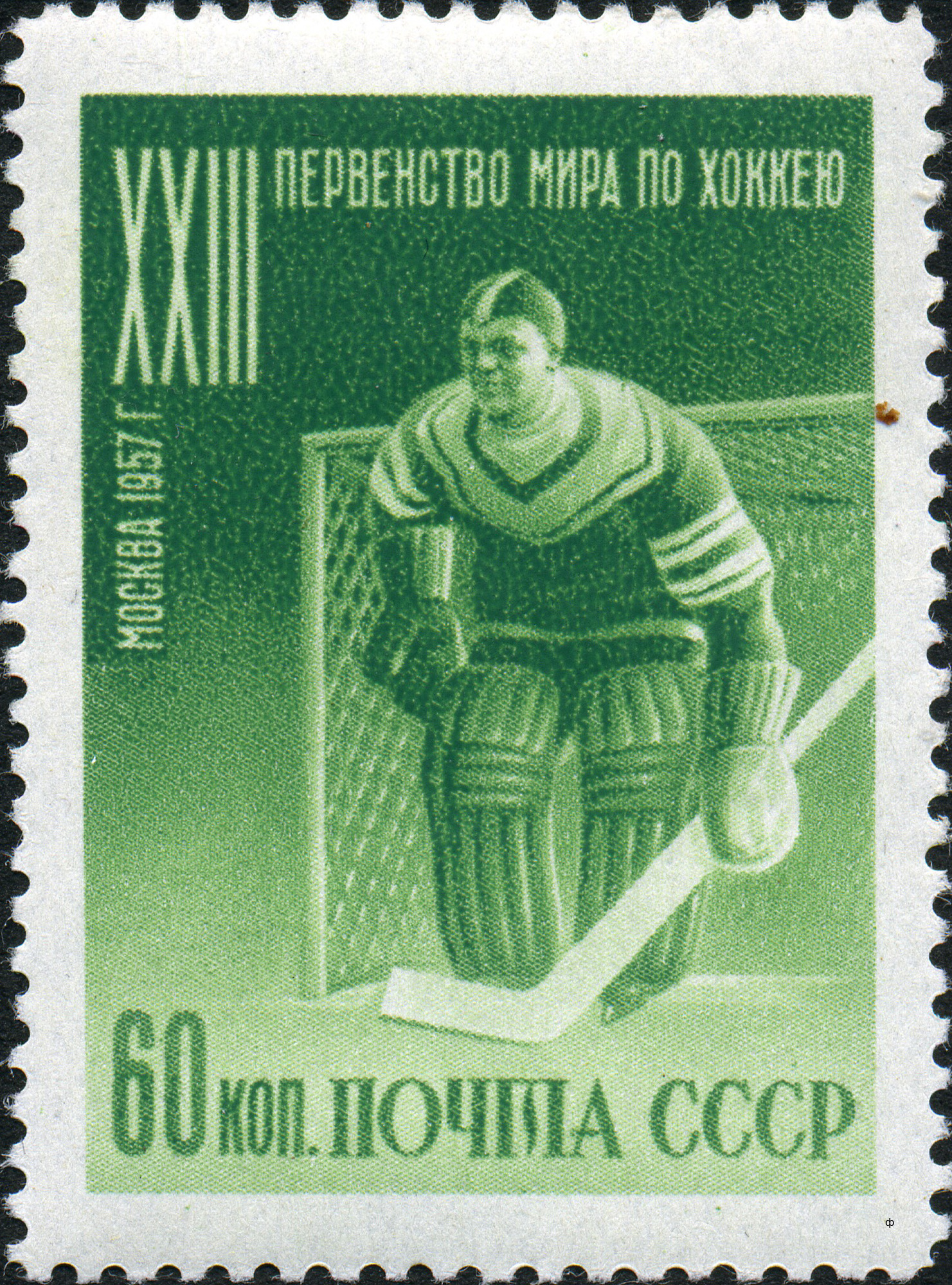
Номінал 60 коп.